# Carlos Coloma Nicolás
Carlos Coloma Nicolás (Logronyo, 28 de setembre de 1981) és un ciclista de muntanya espanyol, especialitzat en el Camp a través.
Ha participat en tres edicions dels Jocs Olímpics, aconseguint una medalla de bronze als Jocs de Rio de 2016.
També ha guanyat dues medalles, una d'elles d'or, als Campionats del món de ciclisme de muntanya en la modalitat de relleus.
Actualment, és corredor de l'equip BH - Templo Cafés de la mà de Rocío del Alba Garcia, Pablo Rodríguez i David Valero.

## Palmarès
- 1999
  -  Campió del món en Camp a través per relleus (amb Margalida Fullana, Roberto Lezaun i José Antonio Hermida)
- 2001
  -  Campió d'Espanya sub-23 en Camp a través
- 2002
  -  Campió d'Espanya sub-23 en Camp a través
- 2002
  -  Campió d'Espanya en Camp a través
- 2016
  -  Medalla de bronze als Jocs Olímpics de Rio de Janeiro en Camp a través
  -  Campió d'Espanya en Camp a través